# Persone di nome Georgi
| Questa pagina contiene informazioni ricavate automaticamente dalle voci biografiche con l'ausilio del template Bio e di un bot. L'aggiornamento è periodico e automatico e ricostruisce completamente la pagina. Se manca una persona in questa lista, sei pregato di non aggiungerla, ma accertati piuttosto che la sua voce biografica contenga il template Bio e che i dati anagrafici siano correttamente compilati. Se il template Bio manca, inseriscilo tu stesso o, in alternativa, metti l'avviso {{tmp\|Bio}} che ne segnala la mancanza. Se i dati riportati sono sbagliati, correggi direttamente la voce biografica; le modifiche saranno visibili in questa lista entro pochi giorni. Per chiarimenti vedi il progetto antroponimi. La lista contiene solo le 97 persone che sono citate nell'enciclopedia e per le quali è stato implementato correttamente il template Bio. Pagina aggiornata al 22 lug 2025. |

Questa è una lista di persone presenti nell'enciclopedia che hanno il nome Georgi, suddivise per attività principale.

## Allenatori di calcio(4)
- Georgi Čilikov, allenatore di calcio e ex calciatore bulgaro (n. 1978)
- Georgi Denev, allenatore di calcio e ex calciatore bulgaro (Loveč, n. 1950)
- Georgi Dermendžiev, allenatore di calcio e ex calciatore bulgaro (Plovdiv, n. 1955)
- Georgi Pačedžiev, allenatore di calcio e calciatore bulgaro (n. 1916 - † 2005)

## Arbitri di calcio(1)
- Georgi Kabakov, arbitro di calcio bulgaro (Plovdiv, n. 1986)

## Artisti(1)
- Georgi Dančov, artista, fotografo e rivoluzionario bulgaro (Chirpan, n. 1846 - Sofia, † 1908)

## Attori(3)
- Georgi Kalojančev, attore cinematografico e attore teatrale bulgaro (Burgas, n. 1925 - Sofia, † 2012)
- Georgi Staykov, attore bulgaro (Veliko Tărnovo, n. 1964)
- Georgi Čerkelov, attore bulgaro (Haskovo, n. 1930 - Sofia, † 2012)

## Calciatori(37)
- Georgi Adamia, ex calciatore georgiano (Tbilisi, n. 1981)
- Georgi Andonov, ex calciatore bulgaro (Plovdiv, n. 1983)
- Georgi Asparuhov, calciatore bulgaro (Sofia, n. 1943 - Vraca, † 1971)
- Georgi Bačev, ex calciatore bulgaro (Blagoevgrad, n. 1977)
- Georgi Božilov, calciatore bulgaro (Sofia, n. 1987)
- Georgi Cvetkov, ex calciatore e allenatore di calcio bulgaro (Sofia, n. 1947)
- Giorgi Demetradze, ex calciatore georgiano (Tbilisi, n. 1976)
- Georgi Dimitrov Georgiev, calciatore bulgaro (Gledačevo, n. 1959 - Sofia, † 2021)
- Georgi Dinkov, calciatore bulgaro (Gabrovo, n. 1991)
- Georgi Donkov, ex calciatore bulgaro (Sofia, n. 1970)
- Georgi Georgiev, ex calciatore bulgaro (Plovdiv, n. 1963)
- Georgi Hristakiev, calciatore bulgaro (Stara Zagora, n. 1944 - † 2016)
- Georgi Iliev, ex calciatore bulgaro (Varna, n. 1981)
- Georgi Jomov, calciatore bulgaro (Sofia, n. 1997)
- Georgi Jordanov, ex calciatore bulgaro (Plovdiv, n. 1963)
- Georgi Kamenski, ex calciatore bulgaro (Sofia, n. 1947)
- Georgi Kitanov, calciatore bulgaro (Blagoevgrad, n. 1995)
- Georgi Kostadinov, calciatore bulgaro (Burgas, n. 1990)
- Georgi Milanov, calciatore bulgaro (Levski, n. 1992)
- Georgi Minoungou, calciatore ivoriano (Batiebly-Douibly, n. 2002)
- Georgi Minčev, calciatore bulgaro (Ruse, n. 1995)
- Georgi Spirov Najdenov, calciatore bulgaro (Sofia, n. 1931 - Damasco, † 1970)
- Georgi Nemsadze, ex calciatore georgiano (Tbilisi, n. 1972)
- Georgi Nikolov, calciatore bulgaro (Burgas, n. 1931 - † 1978)
- Georgi Pašov, calciatore bulgaro (Goce Delčev, n. 1990)
- Georgi Peev, ex calciatore bulgaro (Sofia, n. 1979)
- Georgi Petkov, calciatore bulgaro (n. 1976)
- Georgi Popov, calciatore bulgaro (Plovdiv, n. 1944 - Plovdiv, † 2024)
- Georgi Rusev, calciatore bulgaro (Sofia, n. 1998)
- Georgi Sărmov, ex calciatore bulgaro (Burgas, n. 1985)
- Georgi Slavkov, calciatore bulgaro (Musomišta, n. 1958 - Plovdiv, † 2014)
- Georgi Sokolov, calciatore bulgaro (n. 1942 - † 2002)
- Georgi Stoičkov, ex calciatore bulgaro (Sofia, n. 1994)
- Georgi Terziev, calciatore bulgaro (Sliven, n. 1992)
- Georgi Tunjov, calciatore estone (Narva, n. 2001)
- Georgi Vasilev, ex calciatore greco (Sidirokastro, n. 1945)
- Georgi Velinov, ex calciatore bulgaro (Ruse, n. 1957)

## Cestisti(8)
- Georgi Bărzakov, ex cestista e allenatore di pallacanestro bulgaro (Berkovica, n. 1944)
- Georgi Davidov, ex cestista e allenatore di pallacanestro bulgaro (Vraca, n. 1976)
- Georgi Gluškov, ex cestista e dirigente sportivo bulgaro (Trjavna, n. 1960)
- Georgi Hristov, cestista bulgaro (Botevgrad, n. 1945 - † 2016)
- Georgi Joseph, cestista francese (Parigi, n. 1982)
- Georgi Kănev, cestista bulgaro (Kazanlăk, n. 1934 - † 2012)
- Georgi Mladenov, ex cestista e allenatore di pallacanestro bulgaro (Sofia, n. 1962)
- Georgi Panov, cestista bulgaro (Pleven, n. 1933 - † 2016)

## Dirigenti sportivi(1)
- Georgi Aleksandrov Ivanov, dirigente sportivo, allenatore di calcio e ex calciatore bulgaro (Plovdiv, n. 1976)

## Fisici(1)
- Gia Dvali, fisico georgiano (n. 1964)

## Generali(1)
- Georgi Todorov, generale bulgaro (Bolhrad, n. 1858 - Sofia, † 1934)

## Giornalisti(1)
- Georgi Rakovskij, giornalista, poeta e rivoluzionario bulgaro (Kotel, n. 1821 - Bucarest, † 1867)

## Lottatori(4)
- Georgi Gogshelidze, lottatore georgiano (Gori, n. 1979)
- Georgi Mărkov, ex lottatore e politico bulgaro (Gorno Vershilo, n. 1946)
- Georgi Rajkov, lottatore bulgaro (Sofia, n. 1953 - Koprivshtitsa, † 2006)
- Georgi Vangelov, lottatore bulgaro (Radnevo, n. 1993)

## Militari(2)
- Georgi Ivanov, ufficiale e cosmonauta bulgaro (Loveč, n. 1940)
- Georgi Vojteh, militare bulgaro († 1072)

## Musicisti(2)
- Georgi Arnaudov, musicista e compositore bulgaro (Sofia, n. 1957)
- Georgi Atanasov, musicista, compositore e direttore d'orchestra bulgaro (Plovdiv, n. 1882 - Fasano del Garda, † 1931)

## Pallavolisti(3)
- Georgi Bratoev, pallavolista bulgaro (Sofia, n. 1987)
- Georgi Seganov, pallavolista bulgaro (Razlog, n. 1993)
- Georgi Tatarov, pallavolista bulgaro (n. 2003)

## Pesisti(2)
- Georgi Ivanov, pesista bulgaro (Sliven, n. 1985)
- Georgi Todorov, ex pesista bulgaro (Haskovo, n. 1960)

## Poeti(1)
- Georgi Kasabov Milev, poeta, critico letterario e pittore bulgaro (Radnevo, n. 1895 - Sofia, † 1925)

## Politici(8)
- Georgi Atanasov, politico bulgaro (Pravoslaven, n. 1933 - Sofia, † 2022)
- Georgi Bliznaški, politico e giurista bulgaro (Skravena, n. 1956)
- Georgi Damjanov, politico bulgaro (Lopušna, n. 1892 - Sofia, † 1958)
- Georgi Dimitrov, politico bulgaro (Kovačevci, n. 1882 - Mosca, † 1949)
- Griša Filipov, politico bulgaro (Stachanov, n. 1919 - Sofia, † 1994)
- Georgi Kjoseivanov, politico bulgaro (Peštera, n. 1884 - Svizzera, † 1960)
- Georgi Părvanov, politico bulgaro (Sirištnik, n. 1957)
- Georgi Trajkov, politico bulgaro (Bărbani, n. 1898 - Sofia, † 1975)

## Principi(1)
- Georgi Bagration-Mukhrani, principe georgiano (San Pietroburgo, n. 1884 - Madrid, † 1957)

## Pugili(4)
- Georgi Gergov, ex pugile bulgaro (Sofia, n. 1991)
- Georgi Kandelaki, ex pugile georgiano (Variani, n. 1974)
- Georgi Kostadinov, ex pugile bulgaro (Burgas, n. 1950)
- Georgi Stankov, ex pugile bulgaro (n. 1943)

## Registi(1)
- Georgi Djulgerov, regista, sceneggiatore e produttore cinematografico bulgaro (Burgas, n. 1943)

## Rivoluzionari(1)
- Georgi Benkovski, rivoluzionario bulgaro (Koprivstitsa, n. 1843 - Ribaritsa, † 1876)

## Scacchisti(1)
- Georgi Tringov, scacchista bulgaro (Plovdiv, n. 1937 - Sofia, † 2000)

## Schermidori(1)
- Georgi Čomakov, ex schermidore bulgaro (Plovdiv, n. 1959)

## Scrittori(4)
- Georgi Gospodinov, scrittore e poeta bulgaro (Jambol, n. 1968)
- Georgi Gulia, scrittore abcaso (Sukhumi, n. 1913 - Mosca, † 1989)
- Georgi Markov, scrittore bulgaro (Sofia, n. 1929 - Londra, † 1978)
- Georgi Pulevski, scrittore e rivoluzionario macedone (Galičnik, n. 1817 - Sofia, † 1893)

## Sollevatori(2)
- Georgi Markov, ex sollevatore bulgaro (Burgas, n. 1978)
- Georgi Todorov, ex sollevatore bulgaro (Belogradec, n. 1952)

## Triplisti(2)
- Georgi Conov, triplista bulgaro (n. 1993)
- Georgi Stojkovski, triplista bulgaro (Bata, n. 1941 - † 2023)